# Tang Hongbo
Tang Hongbo (chinesisch 湯洪波 / 汤洪波, Pinyin Tāng Hóngbō; * Oktober 1975 in Xiangtan, Provinz Hunan, Volksrepublik China) ist ein chinesischer Kampfpilot und Raumfahrzeugführer der Stufe I beim Raumfahrerkorps der Volksbefreiungsarmee.

## Jugend und Dienst bei der Luftwaffe
Tang Hongbo wurde im Oktober 1975 im Dorf Feilun (飞轮村, heute Feilan bzw. 飞栏村) im Westen der Großgemeinde Yunhuqiao (云湖桥镇) des Kreises Xiangtan der zentralchinesischen Provinz Hunan als älterer von zwei Söhnen der Landwirte Tang Haiqiu (汤海秋, * 1948) und Wu Lanqing (伍兰清, * 1951) geboren. Tang Hongbo galt als ruhiges Kind, er musste neben der Schule schon früh in der Landwirtschaft mithelfen. Mit 10 Jahren war er bereits ein erfahrener Reisumsetzer.
Am Gymnasium war er zwar gut im Sport, vor allem beim Basketball, ansonsten lagen seine Leistungen aber eher im mittleren Bereich. Dennoch bestand er die Aufnahmeprüfung für die Militärakademie. Im September 1995 trat er in die Volksbefreiungsarmee ein. Nach der Grundausbildung vor die Wahl gestellt, ob er Hubschrauber oder Kampfflugzeuge fliegen wollte, entschied er sich für Kampfflugzeuge. Im April 1997 trat Tang Hongbo in die Kommunistische Partei Chinas ein. Bei den Luftstreitkräften der Volksrepublik China – er war in Xinjiang stationiert – absolvierte er 1159 unfallfreie Flugstunden, wofür ihm das Tätigkeitsabzeichen Militärluftfahrzeugführer der Stufe I verliehen wurde. Seine letzte Dienststellung bei der Luftwaffe war Kommandeur einer Fliegenden Gruppe.

## Dienst im Raumfahrerkorps
Am 7. Mai 2010 wurde Tang Hongbo nach einem mehrstufigen Auswahlprozess in das Raumfahrerkorps der Volksbefreiungsarmee aufgenommen, als ältester dieser Auswahlgruppe. Er absolvierte die volle vierjährige Ausbildung und wurde im Mai 2016 zusammen mit seinem neun Jahre älteren Kollegen Deng Qingming von der Auswahlgruppe 1998 als eine der beiden möglichen Mannschaften der Mission Shenzhou 11 eingeteilt. Tang Hongbo und Deng Qingming reisten im Oktober 2016 auch mit zum Kosmodrom Jiuquan. Bei dieser Mission stand die Auswahl der Besatzung jedoch schon früh fest, und die beiden Männer wären nur zum Zug gekommen, wenn eines der Mitglieder der Primärmannschaft krank geworden wäre. Dies geschah nicht, und so waren es am 16. Oktober 2016 Jing Haipeng und Chen Dong, die zu einem einmonatigen Aufenthalt im Raumlabor Tiangong 2 aufbrachen.
Anschließend war Tang Hongbo im Labor für Lebenserhaltungssysteme (环控生保工程室) des Chinesischen Raumfahrer-Ausbildungszentrums fast zwei Jahre lang an der Entwicklung der regenerativen Lebenserhaltungssysteme für die Chinesische Raumstation beteiligt, dasjenige System, dem die Raumfahrer während einer Mission die meiste Aufmerksamkeit widmen müssen, sowohl was die manuelle Feineinstellung im Regelbetrieb als auch Wartung und Reparaturen betrifft.

### Shenzhou 12
Die Aufgaben bei der Mission Shenzhou 12, bei der die technischen Systeme der Chinesischen Raumstation überprüft und Außenbordeinsätze durchgeführt werden sollten, waren noch anspruchsvoller als bei Shenzhou 11. Auch hier fand die Mannschaftseinteilung anderthalb Jahre vor dem geplanten Start statt – im Dezember 2019 – damit sich die Raumfahrer für die Mission gründlich vorbereiten konnten. Tang Hongbo wurde zusammen mit seinen weltraumerfahrenen Kollegen Nie Haisheng und Liu Boming eingeteilt. Wie beim Raumfahrerkorps der Volksbefreiungsarmee üblich, trainierten immer zwei feste Teams parallel und bis zuletzt nach dem gleichen Programm. Erst einen Tag vor dem Start wurde entschieden, welche der beiden Mannschaften am 17. Juni 2021 zur Raumstation fliegen sollte.
Selbstverständlich sind alle Mitglieder des Raumfahrerkorps im Umgang mit Computern ausgebildet, aber durch sein relativ junges Alter – Liu Boming und Nie Haisheng sind neun bzw. elf Jahre älter – ist er mit den modernen Technologien doch vertrauter und galt während der Mission als der IT-Experte auf der Station.
Ebenfalls wegen seines jungen Alters und seiner körperlichen Fitness war er es, der zusammen mit Liu Boming am 4. Juli 2021 den ersten, etwa sechseinhalbstündigen Außenbordeinsatz der Mission absolvierte.
Liu Boming wurde dabei von dem mechanischen Arm der Station, an dessen Ende er mit den Füßen verankert war, zu der Panoramakamera am Übergang von Korridorsektion zu Arbeitssektion des Kernmoduls Tianhe gehoben, die die beiden auf einen  20 cm hohen Sockel setzen mussten, um ihr ein besseres Blickfeld zu verschaffen. Tang Hongbo arbeitete sich unterdessen über die an der Außenseite der Station befestigten Griffstangen die 10 m von der Zenitluke am vorderen Ende des Kernmoduls bis zum Einsatzort vor. Dabei war er über zwei Sicherheitsleinen von jeweils 1 t Tragkraft, die er wechselweise am jeweils nächsten Griff befestigte, ständig mit der Station verbunden.
Während sein ebenfalls vom Land kommender Kollege Liu Boming eine Plüschkuh mit auf die Raumstation nahm – nach dem chinesischen Bauernkalender war 2021 ein Jahr des Rinds – hatte Tang Hongbo bei der Mission Shenzhou 12 neben zwei kleinen Rinderpuppen eine Süßkartoffel als persönlichen Trostspender dabei, die während des dreimonatigen Fluges auch Triebe bildete.

### Shenzhou 17
Am 26. Oktober 2023 flog Tang Hongbo – nun als Kommandant – zusammen mit Tang Shengjie (von einem anderen Clan und mit ihm nicht verwandt) und Jiang Xinlin bei der Mission Shenzhou 17 erneut zur Chinesischen Raumstation, also nur zwei Jahre nach seiner Rückkehr vom letzten Raumflug. Dies war die bis dahin kürzeste Zeit, in der ein chinesischer Raumfahrer nach Regeneration wieder an einer Mission teilnahm.
Tang Shengjie und Jiang Xinlin sind Raumschiffpiloten von der Auswahlgruppe 2020 des Raumfahrerkorps. Da bei dieser Mission relativ schwierige Außenbordeinsätze zur Reparatur der unerwartet früh durch kleine Weltraummüll-Partikel beschädigten Solarzellenflügel anstanden, hatte man, anders als bei der Vorgängermission Shenzhou 16, keinen Bordingenieur und Nutzlastexperten mitgenommen. Die Raumschiffpiloten sind alle ehemalige Kampfpiloten und müssen bei Auswahl und Training höheren Anforderungen an die körperliche Belastbarkeit genügen.
Am 21. Dezember 2023 reparierte Tang Hongbo beim ersten, gut sieben Stunden dauernden Außenbordeinsatz der Mission zusammen mit Tang Shengjie einen beschädigten Solarzellenflügel des Kernmoduls Tianhe. Nach dem Verlassen der Schleuse im Wissenschaftsmodul Wentian ließ er sich dabei von den beiden zu einem langen Arm mit 14,5 m Reichweite zusammengekoppelten mechanischen Armen der Station zum Einsatzort tragen, um dort für die im Raumfahrer-Ausbildungszentrum den Einsatz begleitenden Experten von der Herstellerfirma Fotografien von den Schäden anzufertigen und die eigentlichen Reparaturen durchzuführen. Tang Shengjie war auf der Außenseite der Raumstation zum Einsatzort geklettert und unterstützte ihn dabei.
Der Einsatz galt als Probelauf für weitere Reparaturen.

## Sonstiges
Tang Hongbo ist seit seiner Luftwaffenzeit in Xinjiang mit seiner Jugendfreundin Xia Yi (夏宜) verheiratet, die heute im Chinesischen Raumfahrer-Ausbildungszentrum arbeitet und unter anderem an der Entwicklung der neuen, bequemeren Arbeitsanzüge mitwirkte, die die Raumfahrer ab der Mission Shenzhou 12 auf der Raumstation tragen. Die beiden haben einen Sohn, der 2021 die Unterstufe des Gymnasiums besuchte.